# Srđan Predragović
Srđan Predragović (* 4. Juli 1995 in Banja Luka) ist ein aus Bosnien und Herzegowina stammender Handballspieler.

## Karriere
Srđan Predragović begann in seiner Heimat beim RK Borac Banja Luka Handball zu spielen. 2012/13 wechselte der Linkshänder in die Jugendakademie des VfL Gummersbach. Nach drei Jahren in der Jugend des VfL unterschrieb Predragović einen Vertrag bis 2017/18 bei den Lindenstädtern. Obwohl ein Wechsel zu GC Amicitia Zürich, mit einem Vertrag bis 2017/18 im Raum stand, wurde Predragović an den TUSEM Essen verliehen. In der Saison 2016/17 lief er für den TV 1893 Neuhausen auf und wurde ab Februar 2017 mit Doppelspielberechtigung als Backup dem HBW Balingen-Weilstetten zur Verfügung gestellt. In der Saison 2017/18 lief Predragović für den HC Linz AG in der Handball Liga Austria auf. Anschließend wurde Predragović von Frisch Auf Göppingen verpflichtet und direkt an den Zweitligisten HC Rhein Vikings ausgeliehen. Im Jänner 2019 wurde der Rückraumspieler erneut an den HC Linz AG verliehen. Am 6. Dezember 2019 wurde der Vertrag mit Göppingen aufgelöst.
Von Dezember 2019 bis Mai 2020 lief Predragović für den RTV 1879 Basel auf. Für die Saison 2020/21 lief der Linkshänder für CSM Bukarest auf. Für die Saison 2021/22 unterzeichnete er einen Vertrag beim Alpla HC Hard für die Spusu Liga. 2022/23 feierte er mit den Hardern den Sieg im ÖHB-Cup. Im Sommer 2023 wechselt er zum Ligakonkurrenten HSG Graz. Seit der Saison 2024/25 läuft Predragović für Bregenz Handball auf.

## Saisonbilanzen

### HLA
| Saison    | Verein           | Spielklasse     | Spiele | Tore | 7-Meter        | Feldtore |
| --------- | ---------------- | --------------- | ------ | ---- | -------------- | -------- |
| 2017/18   | HC Linz AG       | HLA Meisterliga | 028    | 278  | 84/102         | 194      |
| 2018/19   | HC Linz AG       | HLA Meisterliga | 011    | 108  | 12/17          | 096      |
| 2021/22   | Alpla HC Hard    | HLA Meisterliga | 029    | 137  | 37/52          | 100      |
| 2022/23   | Alpla HC Hard    | HLA Meisterliga | 023    | 071  | 0/0            | 071      |
| 2023/24   | HSG Graz         | HLA Meisterliga | 028    | 153  | 5/5            | 148      |
| 2024/25   | Bregenz Handball | HLA Meisterliga | 023    | 096  | 0/0            | 096      |
| 2017–2025 | gesamt           | HLA Meisterliga | 142    | 843  | 138/176 (78 %) | 705      |

## Erfolge
- Alpla HC Hard
  - 1× Österreichischer Pokalsieger 2022/23